# Hancock (hrabstwo Hillsborough)
Hancock – jednostka osadnicza w Stanach Zjednoczonych, w stanie New Hampshire, w hrabstwie Hillsborough.